# Synagoga w Neuenkirchen
Synagoga w Neuenkirchen (niem. Synagoge in Neuenkirchen) – nieistniejąca synagoga znajdująca się w Neuenkirchen, w Niemczech, przy Langen Straße.
Synagoga została zbudowana w latach 1880–1881, według projektu Georga Eustermanna. Została uroczyście otwarta 9 września 1881 roku w obecności władz miejskich i przedstawicieli innych wyznań. Podczas nocy kryształowej z 9 na 10 listopada 1938 roku, bojówki hitlerowskie spaliły synagogę. Jej ruiny zostały wkrótce rozebrane. Obecnie synagogę upamiętnia tablica pamiątkowa przedstawiająca jej wizerunek.
Murowany budynek synagogi wzniesiono na planie prostokąta o wymiarach 12,75 na 10,25 metrów w stylu neoromańskim. Jej charakterystycznym elementem była wieża zwieńczona kopułą, które wieńczyły fasadę główną.